# Brasiliens Grand Prix 1976
Brasiliens Grand Prix 1976 var det första av 16 lopp ingående i formel 1-VM 1976. 

## Resultat
1. Niki Lauda, Ferrari, 9 poäng
2. Patrick Depailler, Tyrrell-Ford, 6
3. Tom Pryce, Shadow-Ford, 4
4. Hans-Joachim Stuck, March-Ford, 3
5. Jody Scheckter, Tyrrell-Ford, 2
6. Jochen Mass, McLaren-Ford, 1
7. Clay Regazzoni, Ferrari
8. Jacky Ickx, Williams (Wolf-Williams-Ford)
9. Renzo Zorzi, Williams-Ford
10. Carlos Pace, Brabham-Alfa Romeo
11. Ingo Hoffman, Fittipaldi-Ford
12. Carlos Reutemann, Brabham-Alfa Romeo (varv 37, bränslebrist)
13. Emerson Fittipaldi, Fittipaldi-Ford
14. Lella Lombardi, March-Ford

### Förare som bröt loppet
- Jean-Pierre Jarier, Shadow-Ford (varv 33, olycka)
- James Hunt, McLaren-Ford (32, olycka)
- Vittorio Brambilla, March-Ford (15, oljeläcka)
- Jacques Laffite, Ligier-Matra (14, transmission)
- Ronnie Peterson, Lotus-Ford (10, olycka)
- Mario Andretti, Lotus-Ford (6, olycka)
- John Watson, Penske-Ford (2, bränslesystem)
- Ian Ashley, BRM (2, oljepump)